# Bell Gardens
Bell Gardens város az USA Kalifornia államában, Los Angeles megyében. Lakosainak száma 39 501 fő (2020. április 1.).

## Népesség
A település népességének változása:

| 2010 | 42 072 |
| 2020 | 39 501 |